# Won-Buddhismus

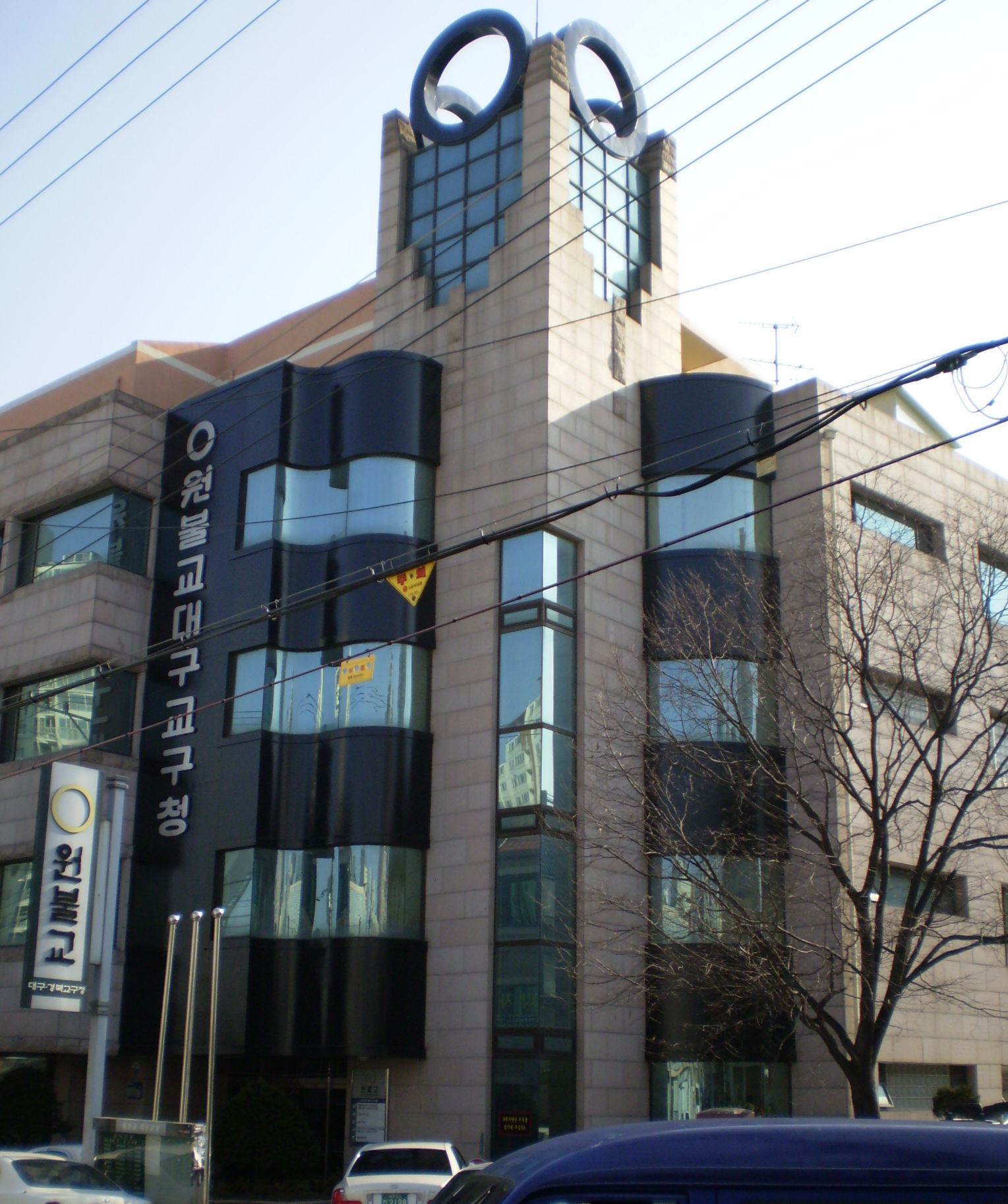
Won-Buddhismus-Zentrum in Daegu, Südkorea

Der Won-Buddhismus (kor. 원불교) ist eine neobuddhistische Bewegung in Südkorea. Sie wurde offiziell 1924, als Korea von Japan besetzt war, von  Sotesan (Pak Chung-bin(박중빈) ;y 1891–1943) gegründet, der im Jahr 1916 eine Erleuchtung erfahren hatte. 1947 benannte der zweite Patriarch Song Kyu (1900–1962) die Gemeinschaft in Won Bulgyo um. 1980 soll sie in Südkorea ca. 0,91 Mio. Anhänger gehabt haben.
Ihre Lehre ist synkretistisch, sie vertritt unter anderem Positionen des Theravada und des Zen-Buddhismus sowie aus weiteren Religionen. Im Zentrum der Lehre stehen die Schriften Wonbulgyo Kyojon.
An höheren Bildungseinrichtungen sind die Wonkwang-Universität in Iksan (Nord-Jeolla), Südkorea, mit ihrem Department für Won-Buddhismus hervorzuheben.

### Wonbulgyo Kyojon
- Die Lehrschriften des Won-Buddhismus (Wonbulgyo Kyojon), Übers.: Dirk Fündling; Younghee Lee. Iksan, Republ. Korea: Wonbulgyo Publ. 2006
- Chung, Bongkil: The Scriptures of Won Buddhism: A Translation of the Wonbulgyo Kyojon (Classics in East Asians Buddhism). University of Hawaii Press 2003; ISBN 9780824821852